# Dolná Súča
Dolná Súča (maďarsky Alsószúcs) je obec na Slovensku v okrese Trenčín. Žije v ní přibližně 3 100 obyvatel. V obci stojí římskokatolický kostel svaté Alžběty Uherské z roku 1753 a kaple Panny Marie Lurdské z roku 1889.

## Historie
První písemná zmínka o obci pochází z roku 1208. V roce 1244 patřila do panství Súča, které se v 16. století připojilo k trenčínskému panství Trenčín. Hrad Súča je doložen v 14. a 15. století. Patřil nejprve králi a od roku 1475 k trenčínskému panství. Stal se střediskem panství Súča, ke kterému patřily vesnice Dolná a Horná Súča, Horné Srnie, Kolačín a Súčanské Podhradie. Podle záznamů byl hrad již v roce 1582 zbořený.
V minulosti se obyvatelé zabývali zemědělstvím, pěstováním chmele, vařením piva a obchodováním s dřevem. Za první republiky se obyvatelé zabývali košíkářstvím, tkalcovstvím a ovocnářstvím.

## Přírodní poměry
Dolná Súča leží v Trenčínské kotlině v podhůří Bílých Karpat. Nejvyšším bodem katastru je vápencové bradlo Krasín s nadmořskou výškou 516 metrů. Do katastrálního území obce zasahuje také část přírodní památky Súčanka. K obci patří osady Polníky a Repákovci.

## Osobnosti
- Ján Mautner (poč. 17. století) – básník, rektor košického gymnázia
- František Xaver Hábel (1760–1846) – náboženský spisovatel, zakládající člen Slovenského učeného tovarišstva (působil v obci)
- Jozef Matulay (1825–1892) – zakladatel dechové hudby v Dolní Súči (působil v obci)
- Jozef Laco (1872–1941) – notář (matrikář) a entomolog
- Jozef Hamaj (1894–1935) – kněz, publicista, veřejný činitel
- Rudolf Hečko (1906–1975) – učitel, hudební skladatel, varhaník
- Ružena Porubská (1908–1978) – herečka, působila v SND
- Štefan Hlávek (1912–1991) – řezbář
- Marián Šedivý (1939–1990) – učitel, ředitel MKS, vedoucí dětské dechovky
- Pavol Čičo (1948–1999) – mistr v akrobatickém létání
- Ján Miklas (1938–2011) – hudební skladatel, ochránce přírody, spisovatel
- Ján Podolák (1926–2017) – etnograf, vysokoškolský pedagog a rektor
- Peter Oriešek (1941–2015) – sochař, medailér a malíř